# Neopithecops duponcheli
Neopithecops duponcheli är en fjärilsart som beskrevs av Jean Baptiste Godart. Neopithecops duponcheli ingår i släktet Neopithecops och familjen juvelvingar. Inga underarter finns listade i Catalogue of Life.